# 石原由希
石原 由希（いしはら ゆき、1995年8月1日 - ）は、日本のアイドル。アイドルユニット「IDO☆HOLIC」の元メンバー。

## 来歴
茨城県出身。学生時代の部活動では、中学時代は吹奏楽部に所属し、高校時代はサッカー部のマネジャーを務めた。
サッカー元日本代表の長谷部誠の妻でモデルの佐藤ありさに憧れ、彼女が所属していたフィットワン（のちにフィット）に所属（もっとも、同事務所に所属していた“佐藤ありさ”は、同姓同名の別人だった）。
リンクSTAR`s候補生を経て、2017年11月に「IDO☆HOLIC」に加入。
2018年8月に、バラエティ番組『ゴッドタン』での正直キャラで話題となった。2018年11月、メンバーの脱退が相次いだことからグループが一時活動終了。
2019年5月24日、mysta主催ミスジェニック2019ファイナリスト選出。『ゴッドタン』6月1日放送分で番組内アイドルユニット"Truth"の結成を発表。
2020年6月19日、講談社・ミスiD2021にエントリー。カメラテスト進出。10月3日、セミファイナリスト進出。
2022年3月、Youtube「みんなのアルバイト」にて芸能活動を1年間休止し、大学に合格したことを告白した。
2024年2月末をもって、所属事務所を退所。

## 人物
趣味はサウナ、釣り。特技はフルート。一人っ子に生まれる。
初体験は高校3年生の時、サッカー部のキャプテンと。経験人数は10人ほどで、付き合ったのは3人。セフレがいることを公言しており、きっかけは事務所のルールで26歳まで彼氏を作ってはいけない＝恋愛禁止とされたこと。「セフレはOKかな」と思い正直に公言した。セフレとは「都合がいいときに連絡をとりあって、お互いに干渉をしない。お互いに利益しかない関係」であり、セックスの際も必ず避妊している。いわゆる三大欲求のうち、上述のように性欲に忠実である逸話のほか、睡眠欲がありすぎ、1日12時間寝ている、というエピソードも知られる。
2024年3月から「ゆきななチャンネル」を開始している。
2025年1月から「石原由希【ゆきユーチューブ】」を開始している。
ピロシキーズ・中庭アレクサンドラは、性格に関して「ちゃんと仕事するタイプ」「真面目」、2すとりーと・たつやは「なんか一生懸命、必要悪をしようとしてる人」、市原七海は「良い人過ぎて損をしている人」と評している。

## 出演

### テレビ番組
- ゴッドタン（2018年8月 - 、テレビ東京） - 2019年6月以降はウソをつけないアイドル「Truth」として不定期出演[22]
- ABChanZOO（2018年、テレビ東京）
- 鎧美女（2018年、フジテレビONE）
- 田村淳の「お前がプロデューサー!」（2020年、BSよしもと）
- くりぃむナンタラ（2021年、テレビ朝日）
- マッドマックスTV（2021年、テレビ朝日）
- ロンドンハーツ（2022年、テレビ朝日）
- ネオバズ！ヒロミ・指原の恋のお世話始めました（2022年、テレビ朝日）
- それ Snow Man にやらせて下さい（2023年、TBS）
- ワシんとこ・ポスト（2023年、BSよしもと）
- よゐこ風呂（2023年、フジテレビONE）
- よゐこラボ（2023年、フジテレビONE）

### ウェブ番組
- 妄想中毒（2019年3月10日[23]、AbemaTV）
- DTテレビ（2019年 - 、AbemaTV）
- ゴッドタン×ドラエグ スペシャル動画・今ヤバイ！ モンスター芸能人No.1決定戦 前編後編（2020年3月23日、TVer 他） - ダメな男にすぐ騙されちゃうモンスター[24]
- 給与明細（2020年8月31日 - 2022年11月28日、2023年1月9日[25]、3月13日[26]、3月20日[27]、ABEMA） - 潜入ガール
- EvisJap/えびすじゃっぷ「スコラー」（2021年3月9日[28] - 15日、YouTube）

### 舞台
- あいたま（2017年10月6日 - 9日、縁劇人）
- 戯曲法廷（2018年1月6日 - 8日、神山演劇）
- あいたまIN大阪（2018年3月16日 - 18日、縁劇人）
- ぴんすぽ（2018年4月4日 - 8日、ジャパンアワードプロモーション）
- スリーアウト～ホームラン篇～（2018年8月29日 - 9月2日、ジャパンアワードプロモーション）

### CM
- アプリゲーム「ドラゴンエッグ」ゴッドタン×ドラエグ編（2019年、Rudel）
- 不動産会社「ザ・リーヴ」(2024年)

### ゲーム
- ドラゴンエッグ（2020年4月24日 - 5月17日、ルーデル） - 「Truth」として登場
- ドット勇者（2023年）

## 作品

### DVD
- 初恋日記（2017年9月22日、M.B.D. メディアブランド）
- 好きになる理由（2018年1月26日、エスデジタル）
- ハニカミDAYS（2018年4月30日、ファインクリエイト）
- 夏よりのサマー（2018年7月1日、ファインクリエイト）[29]
- 好きかも（2019年1月25日、エアーコントロール）